# Sojusz na rzecz Demokracji Bezpośredniej w Europie
Sojusz na rzecz Demokracji Bezpośredniej w Europie (ang. Alliance for Direct Democracy in Europe, fr. Alliance pour la démocratie directe en Europe, ADDE) – europejska partia polityczna powołana w 2014, zrzeszająca prawicowe środowiska eurosceptyczne.
Sojusz powstał po wyborach do Parlamentu Europejskiego VIII kadencji, w którym utworzono nową frakcję polityczną pod nazwą Europa Wolności i Demokracji Bezpośredniej. Do ADDE przystąpiły niektóre z ugrupowań wchodzących w skład tej grupy – w tym Partia Niepodległości Zjednoczonego Królestwa, Szwedzcy Demokraci oraz Porządek i Sprawiedliwość, a także m.in. stronnictwo Powstań Republiko. W 2015 partia znalazła się w gronie europartii uznawanych przez Unię Europejską, co wiązało się z otrzymywaniem grantów na finansowanie działalności. W 2017, po ujawnieniu nieprawidłowości w wykorzystywaniu przyznanych funduszy, partia zbankrutowała i została rozwiązana.